# Antônio Carlos Jobim
Antônio Carlos Brasileiro de Almeida Jobim, znan tudi kot Tom Jobim (portugalska izgovorjava: [tõ ʒoˈbĩ]), brazilski skladatelj, pianist, aranžer in pevec, * 25. januar 1927, Rio de Janeiro, Brazilija, † 8. december 1994, New York, New York, ZDA.
Širši javnosti je bil znan kot eden največjih izvoznikov brazilske glasbe. Svetu je predstavil stil bossa nova in ga v 60. letih, s pomočjo ameriških glasbenikov, spojil z jazzom in tako ustvaril nov zvok, ki je dosegel izjemen uspeh. Kot tak je včasih imenovan kot "oče bossa nove".
Bil je ena najpomembnejših osebnosti bossa nove, njegove skladbe pa so bile izvajane s strani številnih domačih in tujih glasbenikov.
Njegov album iz leta 1965, Getz/Gilberto, je bil prvi jazzovski album, ki je osvojil grammyja za album leta. Osvojil je tudi grammyja za najboljši jazzovski instrumentalni album solista ali skupine in grammyja za najboljši neklasičen inženiran album. Singl z albuma, "Garota de Ipanema" ("The Girl from Ipanema"), ena največkrat posnetih skladb vseh časov, je osvojila grammyja za posnetek leta. Jobimova zapuščina vsebuje številne skladbe, ki so del repertoarjev jazz in pop standardov. "Garota de Ipanema" je bila posneta več kot 240-krat s strani drugih glasbenikov. Leta 1967 je s Frankom Sinatro posnel album Francis Albert Sinatra & Antônio Carlos Jobim, ki je bil leto kasneje nominiran za album leta.

## Zgodnje življenje
Antônio Carlos Jobim se je rodil v Tijuci, srednjerazrednem predelu Ria de Janiera. Njegov oče, Jorge de Oliveira Jobim, je bil pisatelj, diplomat, profesor in novinar. Bil je iz prominentne družine, saj je bil pranečak Joséja Martinsa da Cruz Jobima, senatorja in zdravnika zadnjega braziskega cesarja Pedra II. Med študijem medicine v Evropi je José Martins svojemu priimku dodal Jobim, da bi se s tem poklonil vasi, od koder je prišla njegova družina na Portugalskem, župnija Santa Cruz de Jovim v Portu. Njegova mati, Nilza Brasileiro de Almeida, je bila domorodnega brazilskega porekla iz severnovzhodne Brazilije.
Ko je bil Antônio še dojenček, sta se njegova starša oddaljila in njegova mati se je skupaj z Antôniem in sestro Heleno Isauro preselila na Ipanemo, obmorsko okolico, ki jo je Antônio kasneje opisoval v svojih skladbah. Leta 1935, ko je umrl njegov oče, se je Nilza poročila s Celsom da Froto Pessoa, ki je Antônia spodbujal pri njegovi karieri, od njega pa je Jobim dobil tudi svoj prvi klavir. Kot mladenič z omejenimi sredstvi, se je Jobim preživljal z igranjem v nočnih klubih in barih, kasneje pa kot aranžer založbe, preden je začel s skladateljsko kariero.
Jobim se je zgledoval po glasbi Pixinguinhe, legendarnega glasbenika in skladatelja, ki je bil v 30. letih 20. stoletja tudi začetnik moderne brazilske glasbe. Med njegovimi učitelji sta bila tudi Lúcia Branco, od leta 1941 pa tudi nemški skladatelj Hans-Joachim Koellreutter, ki je Brazilcem predstavil atonalno in dvanajsttonsko harmonijo. Na Jobima sta vplivala tudi francoska skladatelja Claude Debussy in Maurice Ravel ter brazilska skladatelja Heitor Villa-Lobos in Ary Barroso. Kitarski stil bossa nova, ki ga je Jobim uporabljal v svoji glasbi, se je močno uveljavil v jazz kulturi. Poleg številnih tematik, govorijo njegova besedila o ljubezni, samoodkrivanju, izdaji, radosti, posebno pa še o pticah in naravnih čudesih Brazilije, kot so Atlantski gozd, liki brazilske folklore in Jobimov rojstni kraj Rio de Janeiro.

## Kariera
V 40. letih 20. stoletja je Jobim pričel igrati kot pianist v barih in nočnih klubih v Riu de Janeiru, na začetku 50. let pa je deloval kot aranžer v studiu Continental Studio, kjer je aprila 1953 posnel svojo prvo kompozicijo Incerteza, ki jo je zapel Mauricy Moura, besedilo pa je prispeval Newton Mendonça.
Brazilski javnosti je Jobim postal znan, ko je združil moči s pesnikom in diplomatom Viniciusom de Moraesom, s katerim sta leta 1956 napisala glasbo za igro Orfeu da Conceição. Najbolj popularna skladba te igre je postala "Se Todos Fossem Iguais A Você". Ko je bil kasneje po igri posnet film Črni Orfej, ni želel producent Sacha Gordine v filmu uporabiti že napisane glasbe, zato je vprašal de Moraesa in Jobima za novo filmsko glasbo. Moraes je bil v tistem času v Montevideu, kjer je delal za brazilsko zunanje ministrstvo, zato sta z Jobimom lahko skupaj napisala le tri skladbe, večino preko telefona ("A felicidade", "Frevo" in "O nosso amor"). Sodelovanje je bilo uspešno in de Moraes je kasneje večkrat prispeval besedila Jobimovim skladbam.
Leta 1958 je brazilski pevec in kitarist João Gilberto posnel svoj prvi album z dvema najbolj znanima Jobimovima skladbama: "Desafinado" in "Chega de Saudade". Ta album se šteje kot nekakšna inavguracija gibanja bossa nova v Braziliji. Sofisticirane harmonije skladb so pritegnile pozornost nekaterih jazzovskih glasbenikov v ZDA, predvsem pa po prvem nastopu Jobima v Carnegie Hallu leta 1962.
Ključni trenutek pri tem, da je Jobimova glasba postala znana v angleško govorečem svetu, je bilo njegovo sodelovanje z ameriškim jazzovskim saksofonistom Stanom Getzem, brazilskim pevcem Joãom Gilbertom in njegovo tedanjo ženo, Astrud Gilberto, ki se je odrazilo v dveh albumih - Getz/Gilberto (1963) in Getz/Gilberto Vol. 2 (1964). Prvi album je poskrbel za veliko navdušenje nad bossa novo v ZDA in vsem svetu. Jobim je prispeval številne pesmi na albumu Getz/Gilberto, ki je postal eden najbolje prodajanih jazzovskih albumov vseh časov in povzdignil Astrud Gilberto, ki je na albumu pela pesmi "Garota de Ipanema"("The Girl from Ipanema") in "Corcovado" v mednarodno senzacijo. Album je leta 1965 prejel grammyja za album leta, grammyja za najboljši jazzovski instrumentalni album posameznika ali skupine in grammyja za najbolje inženirani neklasični album. Skladba "The Girl from Ipanema" je osvojila grammyja za posnetek leta.  Med kasnejšimi Jobimovi hiti je treba omeniti tudi "Águas de Março" iz leta 1972, za katero je prispeval tako portugalsko kot angleško besedilo.

## Osebno življenje
15. oktobra 1949 se je Jobim poročil s Therezo Otero Hermanny, s katero je kasneje imel dva otroka: Paula Jobima (rojen 1950), ki je postal arhitekt in glasbenik, ter Elizabeth "Beth" Jobim (rojena 1957), ki je postala slikarka. Leta 1978 sta se ločila, 30. aprila 1986 pa se je Jobim znova poročil, tokrat z 29-letno fotografinjo Ano Beatriz Lontra, s katero je imel še dva otroka: Joãa Francisca Jobima (1979–1998) in Mario Luizo Heleno Jobim (rojena 1987). Daniel Jobim, sin Paula Jobima, je sledil dedku in postal pianist in skladatelj. Leta 2016 je na odprtju Poletnih olimpijskih iger 2016 v Riu de Janeiru izvedel skladbo "The Girl from Ipanema".

## Smrt
V začetku leta 1994, po zaključenem snemanju albuma Antionio Brasileiro, je Jobim poročal svojemu zdravniku, Robertu Hugu Costa Lima, glede težav s sečili. 2. decembra 1994 je bil operiran v newyorški bolnišnici Mount Sinai Hospital. 8. decembra je imel srčni zastoj, ki ga je povzročila pljučna embolija. Čez dve uri je dobil še en srčni zastoj, zaradi katerega je nato umrl. Preživeli so ga tako njegovi otroci, kot vnuki. Njegov zadnji album Antonio Brasileiro je izšel tri dni po njegovi smrti.
Pokopan je bil 20. decembra 1994 na pokopališču Cemitério São João Batista v Riu de Janeiru.

## Zapuščina
Jobim je splošno priznan kot eden najpomembnejših skladateljev 20. stoletja. Številne njegove kompozicije so postale jazz standardi.
Ameriška jazz pevca Ella Fitzgerald in Frank Sinatra sta na svojih albumih posnela nekaj Jobimovih skladb. Ella leta 1981 na albumu Ella Abraça Jobim, Sinatra pa leta 1967 na albumu Francis Albert Sinatra & Antônio Carlos Jobim. Kompilacijski album iz leta 1996 Wave: The Antonio Carlos Jobim Songbook vsebuje tudi posnetke Jobimovih skladb, ki so jih izvedli Oscar Peterson, Herbie Hancock, Chick Corea in Toots Thielemans.
Jobim je bil inovator v uporabi sofisticiranih harmonskih struktur v popularni glasbi. Nekateri njegovi značilni elementi so postali v jazzu pogosto uporabljeni.
Med brazilske sodelavce in interprete Jobimove glasbe sodijo tudi Vinicius de Moraes, João Gilberto, Chico Buarque, Gal Costa, Elis Regina, Sérgio Mendes, Astrud Gilberto in Flora Purim. Eumir Deodato in dirigent ter skladatelj Claus Ogerman sta aranžirala številne posnetke Jobimovih melodij.
Leta 2012 je osvojil grammyja za življenjsko delo. 5. januarja 1999 je občina Rio de Janeiro po Jobimo poimenovala Letališče Rio de Janeiro–Galeão. To letališče je bilo posebej omenjeno v Jobimovi kompoziciji "Samba do Avião". Leta 2014 je bil Jobim posmrtno sprejet v Dvorano slavnih latino skladateljev. Leta 2015 je revija Billboard imenovala Jobima kot enega izmed 30 najvplivnejših latinskih izvajalcev vseh časov.
Ameriški jazzovski pevec Michael Franks je svoj album Abandoned Garden iz leta 1995 posvetil spominu na Jobima. Angleški pevec in skladatelj George Michael je večkrat omenil Jobimov vpliv in je leta 1996 Jobimu posvetil svoj album Older, leta 1996 pa je na kompilacijskem albumu Red Hot + Rio posnel "Desafinado" z Astrud Gilberto.
Uradna maskota Poletnih paraolimpijskih iger 2016 v Riu de Janeiru, Tom, je bil poimenovan prav po Jobimu.

## Izbrana diskografija
| - The Composer of Desafinado, Plays (1963) - The Wonderful World of Antônio Carlos Jobim (1965) - Love, Strings and Jobim (1966) - A Certain Mr. Jobim (1967) - Wave (1967) - Tide (1970) - Stone Flower (1970) - Jobim (1973) - Urubu (1976) - Terra Brasilis (1980) - Passarim (1987) - Antônio Brasileiro (1995) - Inédito (1995) - Minha Alma Canta (1997) - Gravado ao Vivo no Canecão (1977) - Jazzvisions: Rio Revisited (1986) - Antonio Carlos Jobim and Friends (1996) - Tom Canta Vinícius: Ao Vivo (2001) - Em Minas ao Vivo: Piano e Voz (2004) | - Sinfonia do Rio de Janeiro (1954) z Billyjem Blancom - Orfeu da Conceição (1956), z Viniciusem de Moraesem - "O Pequeno Príncipe" (1957) - Brasília – Sinfonia Da Alvorada (1961), z Viniciusem de Moraesem - Getz/Gilberto (1964) - Caymmi Visita Tom (1964), z Dorivalom Caymmijem - Francis Albert Sinatra & Antônio Carlos Jobim (1967) - Elis & Tom (1974), z Elis Regina - Miúcha & Antônio Carlos Jobim (1977), z Miúcho - Miúcha & Tom Jobim (1979), with Miúcha - Edu & Tom (1981), with Edujem Lobom - Gabriela (1983) - Look to the Sky (1972) - Sinatra–Jobim Sessions (1979) - Personalidade (1987) - Antonio Carlos Jobim: Composer (1995) - The Best of Tom Jobim (1999) - The Tom Jobim Sessions (2000) - Finest Hour (2000) - The Outtakes (2002) - Sinfonia do Rio de Janeiro (2006) - Sinatra-Jobim (2006) - The Complete Tom Jobim (2009) - 40 Sucessos de Ouro (2016) |